# Dolichoderus bidens
Dolichoderus bidens är en myrart som först beskrevs av Carl von Linné 1758.  Dolichoderus bidens ingår i släktet Dolichoderus och familjen myror. Inga underarter finns listade i Catalogue of Life.

## Bildgalleri

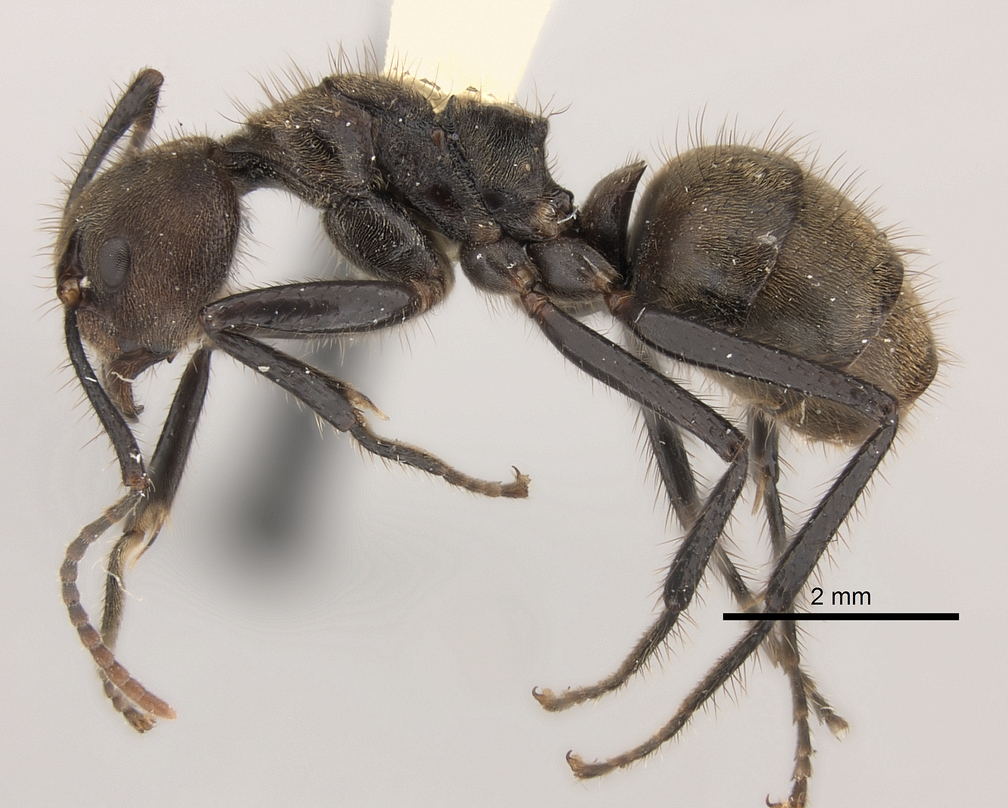